# SecurityWorldHotel.com
SecurityWorldHotel.com er en nyhedsportal for sikkerhedsindustrien i Danmark, Sverige, Norge, Nordamerika, Mellemøsten, Storbritannien og verdensmarkedet. På Alexas ranking er SecurityWorldHotel.com den højest placerede i hele verden af online-fagmedier for det professionelle sikkerhedsmarked. I 2005 konstaterede det britiske markedsanalyseinstitut IMS Research, at SecurityWorldHotel.com var det mest velkendte og mest regelmæssigt brugte Internetbaserede fagmedie for sikkerhedsindustrien i Norden, Storbritannien/Irland og EMEA.
SecurityWorldHotel.com distribueres i trykt form som et bilag i Dagbladet Børsen i Danmark og Dagens Næringsliv i Norge. I juni 2014 blev en mobil version af hjemmesiden lanceret.